# Symphodus trutta
Symphodus trutta là một loài cá biển thuộc chi Symphodus trong họ Cá bàng chài. Loài này được mô tả lần đầu tiên vào năm 1834.

## Từ nguyên
Từ định danh trutta trong tiếng Latinh có nghĩa là "cá hồi", không rõ hàm ý đề cập đến điều gì, có lẽ là sự giống nhau tương đối về hình thái giữa chúng.

## Phạm vi phân bố và môi trường sống
S. trutta có phạm vi phân bố ở Đông Bắc Đại Tây Dương. Đây là một loài đặc hữu của nhóm đảo Macaronesia, và được tìm thấy tại Madeira và quần đảo Savage (Bồ Đào Nha), cũng như tại quốc đảo Cape Verde và quần đảo Canary (Tây Ban Nha).
S. trutta sống gần các mỏm đá phủ đầy tảo và trong các thảm cỏ biển ở khu vực cận duyên hải ở độ sâu đến 30 m.

## Mô tả
Chiều dài cơ thể tối đa được ghi nhận ở S. trutta là 18 cm, nhưng thường được bắt gặp ở chiều dài khoảng 10 cm. Cơ thể có màu nâu sẫm, hơi có màu xanh lục; mỗi vảy có một đốm. Giữa cuống đuôi có một đốm tròn lớn màu đen.
Số gai ở vây lưng: 15–17; Số tia vây ở vây lưng: 8–9; Số gai ở vây hậu môn: 4–5; Số tia vây ở vây hậu môn: 8–9; Số gai ở vây bụng: 1; Số tia vây ở vây bụng: 5; Số vảy đường bên: 33–34.

## Sinh thái và hành vi
Thức ăn của S. tinca là các loài thủy sinh không xương sống. Cá đực trưởng thành sẽ dựng tổ từ tảo để những con cá cái đến đẻ trứng vào thời kỳ sinh sản. Trứng được chăm sóc và bảo vệ bởi cá đực.